# Versió (música)
En música popular, una cançó versionada o una versió (es fa servir de vegades l'anglicisme  cover, que significa 'coberta', tot i el seu ús impropi) és una nova interpretació (en directe, o un enregistrament) d'una cançó gravada prèviament per un altre artista que aquell qui la interpreta. En català és comú utilitzar el terme «versionar» per referir-se a l'acció de crear o interpretar una cançó versionada. En anglès, una cover band és una banda que exclusivament interpreta versions.

## Objectiu d'una versió
Els músics populars poden interpretar cançons versionades com a tribut a l'intèrpret o compositor original, per guanyar audiència a la qual li agrada escoltar una cançó familiar, o per incrementar la seva oportunitat d'èxit utilitzant una cançó ja reconeguda com a èxit popular, comprovat o guanyant credibilitat per la comparació amb la versió original.
Les cançons versionades amb certa freqüència compleixen una funció de «renovació» del so d'un tema, de manera que la nova versió és d'alguna manera presentada a una nova generació de l'audiència que potser no coneixia abans el tema. En alguns casos una cançó versionada que arriba a ser molt aclamada és més associada amb el nou intèrpret que amb l'intèrpret original, per exemple, Knockin' on Heaven's Door de Guns N' Roses, un tema original de Bob Dylan o The Man Who Sold The World de Nirvana un tema de David Bowie, així com el famós èxit Torn de Natalie Imbruglia, interpretat originalment per la banda Ednaswap.
Fer cançons versionades és un mètode important d'aprenentatge de diferents estils musicals. Les bandes també poden interpretar-lo pel simple plaer de tocar una cançó familiar.